# Victória Tosta
 Victória Lopes Pereira Tosta (Ivinhema, 16 de setembro de 1999) é uma voleibolista brasileira praticante da modalidade de vôlei de praia e que também já atuou como voleibolista  indoor. No vôlei de praia foi medalhista de ouro no Campeonato Mundial Sub-19 de 2016 no Chipre.

## Carreira
Em sua cidade natal viveu na companhia de seus avós Antônia Lopes Pereira e Geraldo da Silva Pereira, mais tarde iniciou sua trajetória no voleibol de quadra (indoor) competindo pela Escola Reynaldo Massi em certames municipais e na edição dos Jogos Escolares, sendo destaque nesta fase e conquistando títulos, rendendo-lhe a convocação para Seleção Sul-Mato-grossense  para disputar  Campeonatos Brasileiros de Seleções Estaduais mais tarde recebeu o convite do técnico Antônio Carlos, o D'Lua,  para ingressar na modalidade do vôlei de praia, necessitando migrar para cidade de Três Lagoas e a partir desta começava a despontar como destaque no cenário nacional também nesta prática desportiva.
Formou dupla com Ana Carolina para competir no Circuito Brasileiro de Vôlei de Praia Sub-19 de 2014 alcançando o bronze na etapa, em sistema de seleções estaduais alcançou o quinto lugar na etapa de Brasília, e ao lado de Aninha dos Santos
Finalizou com o bronze também em João Pessoa.Na temporada de 2014 do Circuito Brasileiro de Vôlei de Praia Sub-21 competiu ao lado de Fiama Magrini alcançando quarto lugar na etapa de Palmas, conquistaram o título na etapa de Maringá, Paraná e ao final sagraram-se campeãs e neste mesmo ano foi convocada para os treinamentos da seleção brasileira de vôlei de praia visando o Campeonato Mundial de Vôlei de Praia da categoria no México; obtendo o título também na etapa de Salvador e o terceiro lugar na etapa de Maceió.
No Circuito Brasileiro de Vôlei de Praia Sub-23 de 2015 alcançou ao lado de Ana Carolina o bronze na etapa de Chapecó.Já no Circuito Brasileiro de Vôlei de Praia Sub-21 de 2015 conquistou a medalha de bronze na etapa de João Pessoa jogando com Taís Estéfani.
Formou dupla com Sandressa Miranda  e disputou as etapas do Circuito Brasileiro de Vôlei de Praia Open 2016-17 finalizando na nona posição da etapa de Campo Grande, o décimo terceiro posto na etapa de Brasília, novamente nona colocação na etapa de Uberlândia e décima terceira posição na etapa de Curitiba.Neste circuito prosseguiu ao lado de Tainá Bigi terminando em quarto lugar na etapa de São José, as nonas colocações nas etapas de João Pessoa Maceió e também em Aracaju e finalizaram na etapa de Vitória, a última do circuito, na quarta colocação.
Atuando com Sandressa Miranda conquistou os títulos das etapas de Saquarema e Fortaleza no Circuito Brasileiro de Vôlei de Praia Nacional 2015-16; com a mesma jogadora disputou a etapa de Jaboatão dos Guararapes válida pelo Circuito Brasileiro de Vôlei de Praia Challenger  de 2016 conquistando o terceiro lugar, foram quintas colocadas na etapa de Aracaju. Ainda no vôlei indoor disputou a edição do Campeonato Brasileiro de Seleções Estaduais da segunda divisão, categoria sub-19, representando a seleção sul-mato-grossense, além do título alcançou a promoção a primeira divisão para o Estado na categoria, ocasião que desempenhou a função de ponteira.
Pelo Circuito Brasileiro de Vôlei de Praia Sub-21 de 2016 competiu ao lado de  Taís Estéfani na conquista dos vice-campeonatos na etapa de Saquarema e na etapa de Jaboatão dos Guararapes, sendo campeãs nas etapas do Rio de Janeiro e de Palmas e sagraram-se campeãs da temporada.
Representou o país ao lado de Ana Patrícia Ramos na conquista da medalha de prata na edição do Torneio das Quatro Nações Sub-21 de 2016 realizado em Manly Beach, em Sydney, na Austrália. Além do anfitrião e do Brasil, a competição reuniu também representantes de Japão e Estados Unidos; com esta jogadora disputou a quinta etapa do Circuito Sul-Americano de Vôlei de Praia 2015-16, em Buenos Aires,  mas não avançaram as finaisterminando na nona colocação e na etapa seguinte nesta mesma cidade do referido circuito continental, “Super Etapa”,  atuou ao lado de Andressa Cavalcanti e conquistou a medalha de prata.Ao lado de Andressa Cavalcanti disputou a edição do Campeonato Mundial de Vôlei de Praia Sub-21 de 2016, sediado em Lucerna e alcançaram a nona posição final.Ainda nesta temporada compôs dupla com Duda Lisboa e disputaram a edição do Campeonato Mundial de Vôlei de Praia Sub-19 de 2016, realizado em Lárnaca, no Chipre, e obtiveram a medalha de ouro.
Novamente ao lado de Aninha dos Santos disputou o Circuito Brasileiro de Vôlei de Praia Sub-19 de 2017 e conquistou o título da etapa de Manaus e também juntas disputaram o Circuito Brasileiro de Vôlei de Praia Sub-21 de 2017 e conquistou o título da etapa de Maringá e também voltou a competir ao lado de Ana Carolina Costa alcançando o bronze na etapa de Bauru.
Em companhia da jogadora Tainá Bigi disputou a etapa Coquimbo pelo Circuito Sul-Americano de Vôlei de Praia de 2017 e com Vitória Rodrigues disputou a edição do Campeonato Mundial de Vôlei de Praia Sub-21 de 2017 em Nanquim, China, foram eliminadas na fase classificatória, na terceira rodadafinalizando assim na trigésima terceira colocação.
Na edição do SuperPraia 2017, realizada em Niterói alcançou a nona posição ao lado de Tainá Bigi; e ao lado da mesma atleta disputou o Circuito Brasileiro de Vôlei de Praia Open 2017-18, terminando na nona posição na etapa de Campo Grande, mesmo posto obtido na etapa de Natal, além do quarto lugar na etapa de Itapema.
Na edição do Campeonato Mundial Sub-21 de 2019 sediado em Udon Thani conquistou juntamente com Vitória Mendonça a inédita medalha de ouro.

## Títulos e resultados
- Etapa de Conquimbo do Circuito Sul-Americano de Vôlei de Praia:2017[41]
- Etapa de Buenos Aires do Circuito Sul-Americano de Vôlei de Praia:2015-16[34]
- Torneio das Quatro Nações de Vôlei de Praia Sub-21:2016[30]
- Etapa de Vitória do Circuito Brasileiro de Vôlei de Praia Open:2017-18[46]
- Etapa de Vitória do Circuito Brasileiro de Vôlei de Praia Open:2016-17[20]
- Etapa de São José do Circuito Brasileiro de Vôlei de Praia Open:2016-17[16]
- Etapa de Fortaleza do Circuito Brasileiro de Vôlei de Praia- Nacional: 2015-16[22]
- Etapa de Saquarema do Circuito Brasileiro de Vôlei de Praia- Nacional: 2015-16[21]
- Etapa de Jaboatão dos Guararapes do Circuito Brasileiro de Voleibol de Praia - Challenger: 2016[23]
- Etapa de Chapecó do Circuito Brasileiro de Vôlei de Praia Sub-23:2015[10]
- Etapa de Maringá do Circuito Brasileiro de Vôlei de Praia Sub-21:2017[39]
- Etapa de Maringá do Circuito Brasileiro de Vôlei de Praia Sub-21:2017[40]
- Campeonato Brasileiro de Vôlei de Praia Sub-21aia Sub-21:2016[2]
- Etapa de Palmas do Circuito Brasileiro de Vôlei de Praia Sub-21:2016[29]
- Etapa do Rio de Janeiro do Circuito Brasileiro de Vôlei de Praia Sub-21:2016[28]
- Etapa de Jaboatão dos Guararapes do Circuito Brasileiro de Vôlei de Praia Sub-21:2016[27]
- Etapa de Saquarema do Circuito Brasileiro de Vôlei de Praia Sub-21:2016[26]
- Etapa de João Pessoa do Circuito Brasileiro de Vôlei de Praia Sub-21:2015[11]
- Etapa de Salvador do Circuito Brasileiro de Vôlei de Praia Sub-21:2014[8]
- Etapa de Maringá do Circuito Brasileiro de Vôlei de Praia Sub-21:2014[1]
- Etapa de Maceió do Circuito Brasileiro de Vôlei de Praia Sub-21:2014[9]
- Etapa de Palmas do Circuito Brasileiro de Vôlei de Praia Sub-21:2014[6]
- Etapa de Vitória do Circuito Brasileiro de Vôlei de Praia Sub-19:2017[38]
- Etapa de João Pessoa do Circuito Brasileiro de Vôlei de Praia Sub-19:2014[5]
- Etapa de Vitória do Circuito Brasileiro de Vôlei de Praia Sub-19:2014[3]
- Campeonato Brasileiro de Seleções Infantojuvenil (Segunda Divisão):2016[25]

## Premiações Individuais
[carece de fontes?]